# Theodore H. White
Theodore Harold White, né le 6 mai 1915 à Dorchester (Boston) et mort le 15 mai 1986  à New York, est un journaliste politique et historien américain.

## Biographie
Theodore H. White commence sa carrière en tant que reporter pour le Time Magazine depuis la Chine, alors en plein conflit. Il rend compte de la famine du Henan qui tue en 1942-1943 environ 3 millions de Chinois. Il est le premier à mettre en exergue les manquements du régime nationaliste chinois, notamment dans son livre Thunder Out of China (co-écrit avec Annalee Jacoby). Il quitte le Time Magazine pour devenir correspondant européen pour l'Overseas News Agency (1948–50) et pour The Reporter (1950–53). Ses positions sur la Chine lui ont valu un certain discrédit pendant plusieurs années, notamment lors de la période du Maccarthysme, où il sera accusé de "sympathie communiste". En 2012, l'acteur Adrien Brody interprète le rôle du journaliste dans le film Back to 1942, réalisé par Feng Xiaogang. 
Il obtient le prix Pulitzer en 1962 pour The Making of the President, 1960 (La Victoire de Kennedy ou Comment on fait un Président). Ce livre analyse l'élection présidentielle de 1960 au cours de laquelle John F. Kennedy fut élu président des États-Unis. À la suite de ce succès, Theodore H. White a rédigé d'autres livres sur les élections présidentielles américaines de 1964, 1968 et 1972. Cette série de livres a changé la manière de faire du journalisme politique : pour la première fois, l'accent est mis sur la personnalité, l'incarnation. Plus tard, Theodore H. White regrettera d'ailleurs ce changement. 

## Œuvres traduites en français
- Le Feu sous la cendre [« Fire in the Ashes »], trad. de Jean Bué, Paris, Éditions Gallimard, coll. « L’Air du temps », 1954, 463 p. (BNF 31644188)
- La Route de Kun-Ming [« The Mountain Road »], trad. de Jean Rosenthal, Paris, Éditions Gallimard, coll. « Du monde entier », 1960, 349 p. (BNF 33222667)
- La Victoire de Kennedy ou Comment on fait un Président [« The Making of the President, 1960 »], trad. de Léo Dilé, Paris, Éditions Robert Laffont, coll. « Ce jour-là », 1962, 483 p. (BNF 33222666)
- Forfaiture à la Maison Blanche [« Breach of Faith. The Fall of Richard Nixon »], trad. de France-Marie Watkins, Paris, Éditions Rombaldi, coll. « Dossiers du temps présent», 1976, 400 p.  (ISBN 2-231-00213-2)
- À la quête de l’histoire [« In search of history »], trad. d’Henri Rollet, Montréal, (Québec), Canada, Éditions Stanké, 1976, 588 p.  (ISBN 2-7604-0011-5)